# Embasaurus minax
L'embasauro (Embasaurus minax) è un dinosauro carnivoro appartenente ai teropodi, di dubbia identità. Visse nel Cretaceo inferiore (Berriasiano/Hauteriviano, circa 135 milioni di anni fa) e i suoi resti fossili sono stati ritrovati in Asia centrale (Kazakistan).

## Classificazione
Tutto quello che si conosce di questo dinosauro sono due vertebre fossili frammentarie, descritte da Anatoly Riabinin nel 1931; inizialmente lo studioso le classificò come appartenenti a un megalosauride, una famiglia di dinosauri carnivori che fino agli anni ottanta veniva utilizzata per includere qualsiasi teropode di grossa taglia poco conosciuto. Con la riclassificazione di questa famiglia, Embasaurus è divenuto un nomen dubium, basato su resti troppo frammentari per poter essere classificati adeguatamente. Si ritiene che le vertebre su cui si basa la specie Embasaurus minax potessero rappresentare un qualche tipo di grande carnivoro, forse un rappresentante basale dei tetanuri o addirittura un membro dei tirannosauroidi. In ogni caso, i resti testimoniano la presenza di un grande carnivoro nel Cretaceo inferiore dell'Asia centrale. Il nome deriva dal fiume Emba, presso il quale sono stati ritrovati i resti fossili.